# 江华郡 (唐朝)
江华郡，中国唐朝的郡，中心在今湖南道县。
天宝元年（742年）改道州为江华郡，治所在营道县（747年改为弘道县，今湖南省道县濂溪街道）。下辖营道县、江华县（今湖南省江华县沱江镇老县村）、延唐县（今湖南省宁远县舜陵镇）、永明县（今湖南省江永县潇浦镇圳景村）。辖境相当于今湖南省新田县、宁远县、道县、江永县、江华瑶族自治县等地。乾元元年（758年）复为道州。
唐朝江华郡太守
- 和守阳（741年）
- 秦昌舜（747年）
- 薛郑宾（天宝末年—757年）
- 李廙（757年）